# Casas del Monte
Pour les articles homonymes, voir Casas.
Casas del Monte est une commune de la province de Cáceres dans la communauté autonome d'Estrémadure en Espagne.